# Prostitución en Alemania

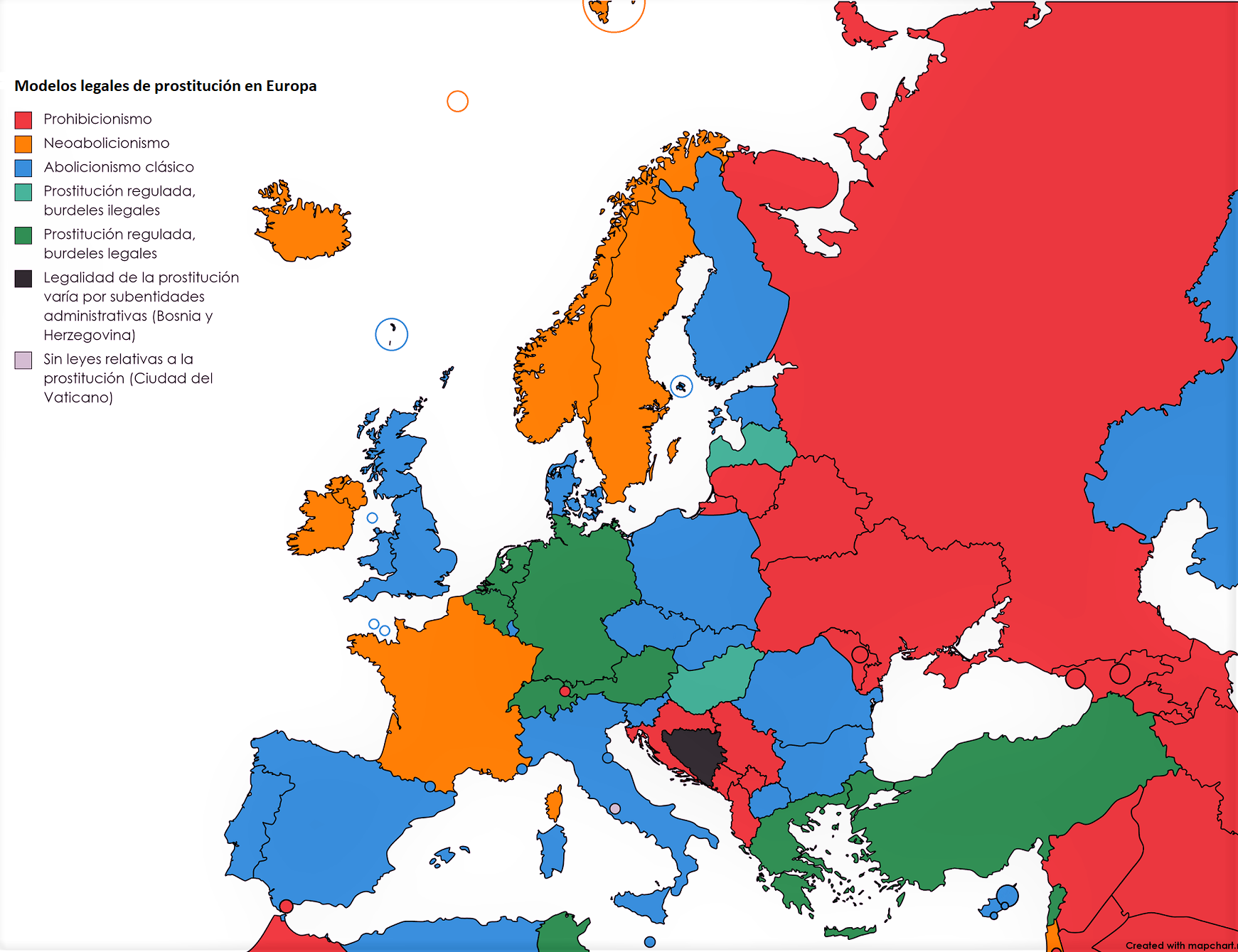
Prostitución en Europa. En verde, el modelo regulador, en el que la prostitución y los burdeles son legales, al que pertenece Alemania.

La prostitución en Alemania es legal, al igual que otros aspectos de la industria del sexo, como los burdeles, la publicidad y las ofertas de trabajo. El trabajo sexual de servicio completo está muy extendido y regulado por el gobierno alemán, que lo grava con impuestos. En 2016, el gobierno aprobó la Ley de Protección de las Prostitutas, en un esfuerzo por mejorar la situación jurídica de las trabajadoras del sexo, al tiempo que promulgaba un requisito legal para el registro de su actividad de prostitución y prohibía la prostitución que no implica el uso de preservativos. La estigmatización social del trabajo sexual persiste y muchas trabajadoras siguen llevando una doble vida. Las organizaciones de derechos humanos consideran que el principal problema asociado a la profesión es la consiguiente explotación común de las mujeres de Alemania Oriental.

## Historia

### De la Edad Media a la Confederación Germánica

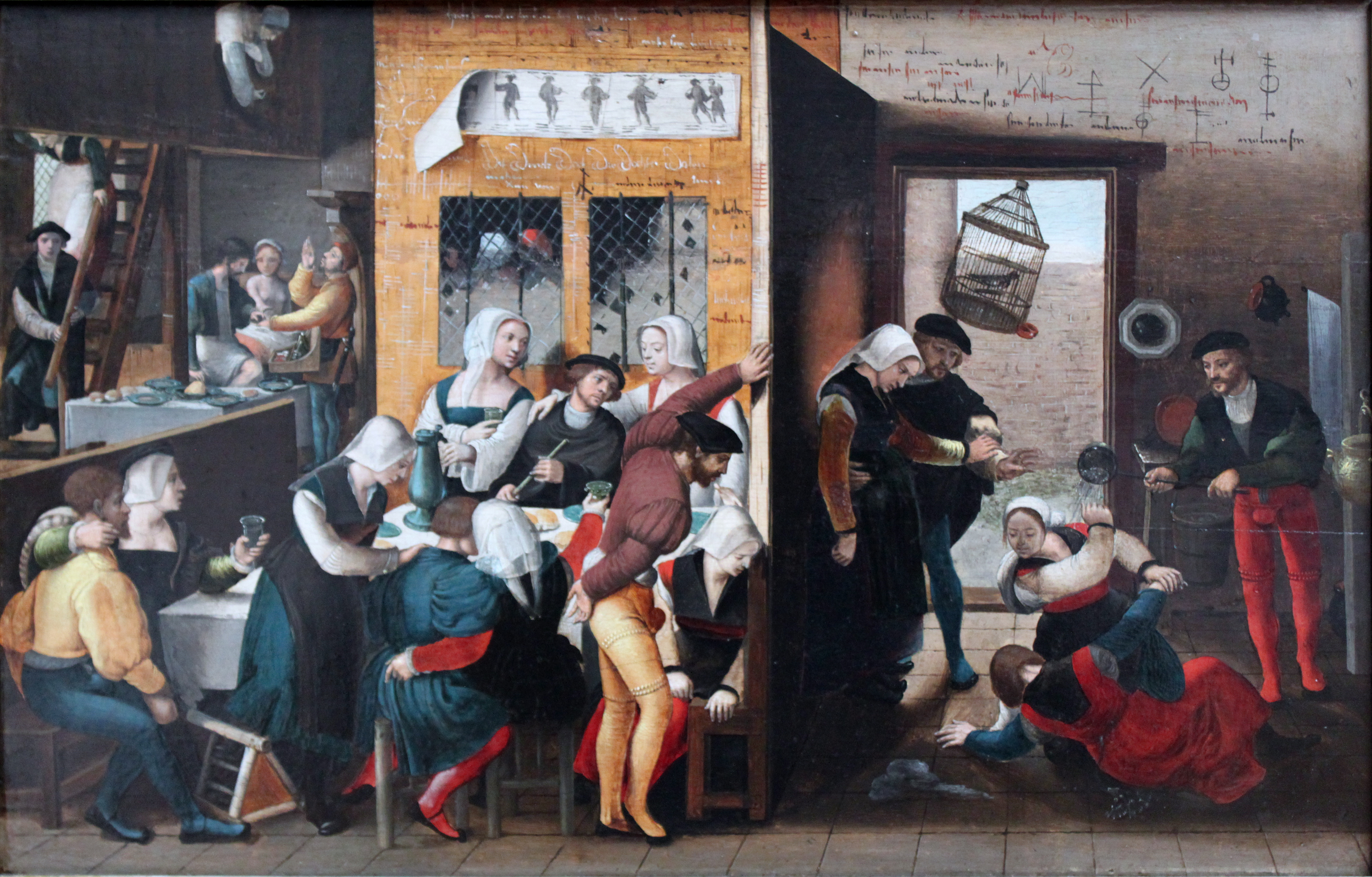
Grabado de una escena de un burdel en 1537.

El trabajo sexual en tierras históricamente alemanas nunca ha estado proscrito y se describe desde la Edad Media. Desde el siglo XIII, varias ciudades alemanas regentaban burdeles conocidos como Frauenhäuser ("casas de mujeres"); la práctica del trabajo sexual se consideraba un mal necesario, postura que ya sostenía San Agustín de Hipona (354-430). Algunos municipios lo fomentaban activamente y, lejos de existir en los márgenes, las trabajadoras del sexo eran a menudo huéspedes de honor, que mantenían el orden doméstico como salida y mal menor a cosas como el adulterio y la violación. Las ciudades también obtenían ingresos fiscales de las prostitutas.
El emperador Segismundo (1368-1437) agradeció por escrito a la ciudad de Constanza que proporcionara unas 1 500 trabajadoras para el Concilio de Constanza, celebrado entre 1414 y 1418.
Las trabajadoras del sexo fueron perseguidas con más vigor a partir del siglo XVI, con el inicio de la Reforma protestante y la aparición de la sífilis. En 1530, Carlos V ordenó el cierre de los burdeles en todo el Sacro Imperio Romano Germánico.
El artículo 999 de las Leyes Generales del Estado para los Estados Prusianos de 1794 determinaba que "las mujeres disolutas que quisieran hacer negocio con su cuerpo [...] tienen que ir a las casas de putas toleradas bajo la supervisión del Estado".

### Período confederal (1815–1871)
A partir del siglo XIX, las trabajadoras del sexo de muchas regiones tuvieron que registrarse ante la policía o las autoridades sanitarias locales y someterse a controles sanitarios periódicos para frenar las enfermedades venéreas. El llamado Reglamento Bremer, de 1852, establecía que la prostitución "no era un oficio en sentido estricto". Mediante esta distinción entre la prostitución y otros oficios, se definió jurídicamente la inmoralidad de la primera.

### Imperio alemán (1871–1918)
Durante el período del Imperio alemán, la actitud hacia el trabajo sexual era ambivalente. Mientras que este era tolerado como una función necesaria para proveer a la sexualidad masculina fuera del matrimonio, estaba mal visto como una amenaza a las imágenes morales contemporáneas de la sexualidad femenina. Por ello, la política estatal se concentró en la regulación más que en la abolición, principalmente a nivel municipal. El Código Penal de 1871 prohibía los burdeles y la "fornicación comercial". En la versión de 1876, la prostitución sólo era punible si la mujer trabajaba fuera de la supervisión policial. La regulación estatal de la época creó una atmósfera que definía lo que se consideraba correcto, y lo que era una sexualidad femenina adecuada.
Los controles eran especialmente estrictos en la ciudad portuaria de Hamburgo. La normativa incluía la definición de la vestimenta y la conducta de las prostitutas tanto dentro como fuera del burdel, haciendo así que la ocupación definiera sus vidas como una clase separada de mujeres al margen de la sociedad.
A principios del siglo XX, la prostitución se consideraba "perjudicial para las comunidades". No obstante, existían o se originaron en el siglo XX varios burdeles y barrios rojos como Helenenstraße en Bremen (desde 1878), Linienstraße en Dortmund (desde 1904), Stahlstraße en Essen (desde 1900 aproximadamente), Rampenloch en Minden (desde 1908), Im Winkel en Bochum (desde 1912 aproximadamente) y la Flaßhofstraße en Oberhausen (desde 1910 y 1963). Se calcula que en 1900 había 50 000 mujeres trabajando en Berlín.

### República de Weimar (1918–1933)
En la Alemania de la época de Weimar la economía se hundió debido a las pérdidas de la Primera Guerra Mundial y a la imposición de reparaciones de guerra en el Tratado de Versalles. Como consecuencia, la clase media perdió sus ahorros y la clase trabajadora se quedó sin empleo. La República acabó imprimiendo dinero para pagar sus facturas, lo que provocó una hiperinflación en 1923. El resultado de todo esto fue que las mujeres, incluidas los millones de viudas de guerra, se dedicaron a la prostitución. El libertinaje y la prostitución callejera eran comunes en este periodo y el Berlín de Weimar fue famoso por su decadencia.
A escala nacional, la prostitución estaba oficialmente proscrita, pero en varias localidades las políticas toleraban a las prostitutas si estaban en el registro estatal. Las prostitutas debían someterse a exámenes médicos obligatorios para detectar enfermedades de transmisión sexual, tenían prohibido el acceso a zonas de gran afluencia de público y debían renunciar a sus libertades personales de residencia privada, viajar y negarse a registros injustificados. bajo la policía moral alemana, la Sittenpolizei. Las prostitutas no registradas detenidas por prostitución, o por otros motivos, no recibían la misma protección legal ni tenían la misma voz que los ciudadanos de a pie, y no se practicaban las debidas garantías procesales.
En 1927 se aprobó la Ley de Lucha contra las Enfermedades Venéreas, que despenalizaba la prostitución, deshaciendo así el sistema regulado por el Estado, Reglementierung.

### Tercer Reich (1933–1945)
Durante la época nazi, las trabajadoras sexuales de la calle eran consideradas "asociales" y degeneradas, y a veces eran enviadas a campos de concentración, especialmente al campo de Ravensbrück. Sin embargo, los nazis no desaprobaban por completo el trabajo sexual y crearon un sistema centralizado de burdeles urbanos, burdeles militares (Wehrmachtsbordelle), burdeles para trabajadores forzados extranjeros y burdeles en campos de concentración.
Durante la Segunda Guerra Mundial, la Wehrmacht alemana estableció unos 100 burdeles de la Wehrmacht en los territorios ocupados, incluidos Francia, Polonia, Italia y Noruega. Lothar-Günther Buchheim describió sus impresiones desde Brest: "Si llegaba un barco grande, las prostitutas simplemente se tumbaban allí entre los marineros". La prostitución militar estaba regulada: "Sólo un permiso del burdel del mando militar permitía visitarlo. Siempre había que utilizar preservativo (protección de goma). Para los soldados alemanes había una jeringuilla desinfectante en la uretra".
Entre 1942 y 1945 se instalaron burdeles en diez campos de concentración, incluido Auschwitz. Himmler pretendía que sirvieran de incentivo para los reclusos no judíos y no rusos que cooperaran y trabajaran duro, con el fin de aumentar la productividad de los campos de trabajo. Al principio, los burdeles contaban sobre todo con antiguos reclusos trabajadores del sexo que se ofrecían voluntarios, pero también se presionaba a las mujeres para que trabajaran allí. En el documental Memory of the Camps, un proyecto supervisado por el Ministerio de Información británico y la Oficina de Información de Guerra estadounidense durante el verano de 1945, equipos de cámaras filmaron a mujeres que declararon haber sido obligadas a la esclavitud sexual para uso de los guardias y los prisioneros favorecidos. Los cineastas afirmaron que a medida que las mujeres morían eran sustituidas por otras originarias del campo de concentración de Ravensbrück.
Ninguna de las mujeres que fueron obligadas a trabajar en estos burdeles de los campos de concentración recibió nunca una indemnización, ya que las leyes alemanas de indemnización no cubren a las personas designadas como "asociales" por los nazis.

### República Democrática de Alemania (1945–1990)
Tras la Segunda Guerra Mundial, el país se dividió en Alemania Oriental (República Democrática Alemana) y Alemania Occidental (República Federal de Alemania). En Alemania Oriental, como en todos los países del bloque comunista del Este, el trabajo sexual de servicio completo era ilegal y, según la postura oficial, no existía. En los hoteles de Berlín Este y otras ciudades importantes trabajaban trabajadoras del sexo de alto nivel, dirigidas principalmente a visitantes occidentales; la Stasi empleaba a algunas de ellas con fines de espionaje. También había trabajadoras callejeras para el placer de los visitantes occidentales.

### República Federal de Alemania y reunificación (1945–2001)
En Alemania Occidental, los requisitos de registro y realización de pruebas se mantuvieron, pero se gestionaron de forma bastante diferente en las distintas regiones del país. En Baviera, además de los controles programados de las ETS, a partir de 1987 se exigieron pruebas periódicas del VIH, pero se trataba de una excepción. Muchas trabajadoras del sexo no se sometían a estas pruebas, evitando el registro. Un estudio realizado en 1992 reveló que sólo el 2,5 % de los trabajadores sometidos a las pruebas tenían una enfermedad, una tasa muy inferior a la de los trabajadores no sexuales comparables.
En 1967 se abrió en la Reeperbahn de Hamburgo el mayor burdel de Europa en aquella época, el Eros Center, de seis plantas. En 1972 se inauguró otro aún mayor, el edificio burdel Pascha de Colonia, de doce plantas. La epidemia de sida de finales de los ochenta afectó al negocio, y el Eros Center cerró, al igual que otros burdeles de Hamburgo. El Pascha siguió prosperando y se ha convertido en una cadena con otros burdeles en Múnich y Salzburgo.
Todo lo que condujera al "fomento de la prostitución" siguió siendo delito hasta 2001, incluso después de las amplias reformas del derecho penal de 1973. Esto colocaba a los explotadores de burdeles bajo la amenaza de posibles acciones legales. La mayoría de los burdeles, por tanto, funcionaban como un bar con un alquiler de habitaciones anexo pero legalmente separado. 
Muchos municipios construyeron, gestionaron y sacaron provecho de los Dirnenwohnheime (traducido como "dormitorios de putas") de alquiler elevado o estilo adosado, para mantener bajo control el trabajo sexual callejero y el proxenetismo. Aquí las trabajadoras vendían sexo en una habitación que alquilaban por días. Estos establecimientos, llamados "Laufhäuser", están ahora privatizados en su mayoría. Incluso antes de la reforma de 2001, muchas trabajadoras del sexo de lujo operaban en sus propios apartamentos, solas o con otras mujeres.
Las lujosas casas de campo, llamadas "FKK-Sauna-Clubs", son el fin exclusivo de la prostitución en Alemania. Allí, mujeres y hombres pagan la misma entrada, que oscila entre unos 50 y 100 euros y suele incluir comidas y bebidas, y las trabajadoras del sexo negocian sus tratos con los clientes de manera individual, evitando así la apariencia de proxenetismo ("Zuhälterei"). También existen variaciones ilegales de ese modelo de negocio, como los "Flaterate-Clubs" y los "Pauschalclubs", que se anuncian abiertamente en la prensa diaria y en Internet.
Antes de la Ley de Prostitución de 2002, los tribunales superiores de Alemania dictaminaron en repetidas ocasiones que el trabajo sexual atenta contra el buen orden moral, con varias consecuencias jurídicas. Cualquier contrato que se considere inmoral es nulo, por lo que una trabajadora sexual no puede reclamar el pago. Los profesionales del sexo que trabajen en sus apartamentos podrían perder sus contratos de arrendamiento. Por último, se podía denegar la licencia a bares y posadas si en sus locales se ejercía el trabajo sexual.
En 1999, Felicitas Weigmann perdió la licencia de su cafetería berlinesa Psst!, porque se utilizaba para iniciar contactos entre los clientes y el trabajo sexual y tenía una habitación de alquiler anexa también propiedad de Weigmann. Demandó a la ciudad, alegando que la posición de la sociedad había cambiado y el trabajo sexual ya no se consideraba una ofensa al orden moral. El juez llevó a cabo una amplia investigación y solicitó un gran número de opiniones. En diciembre de 2000, el tribunal dio la razón a Weigmann. Esta sentencia se considera un precedente y un factor importante en la realización de la Ley de Prostitución de 1 de enero de 2002.Sin embargo, sólo tras un proceso de apelación, interpuesto por el distrito municipal de Berlín, Weigmann pudo recuperar la licencia de su café en octubre de 2002.

## En la actualidad

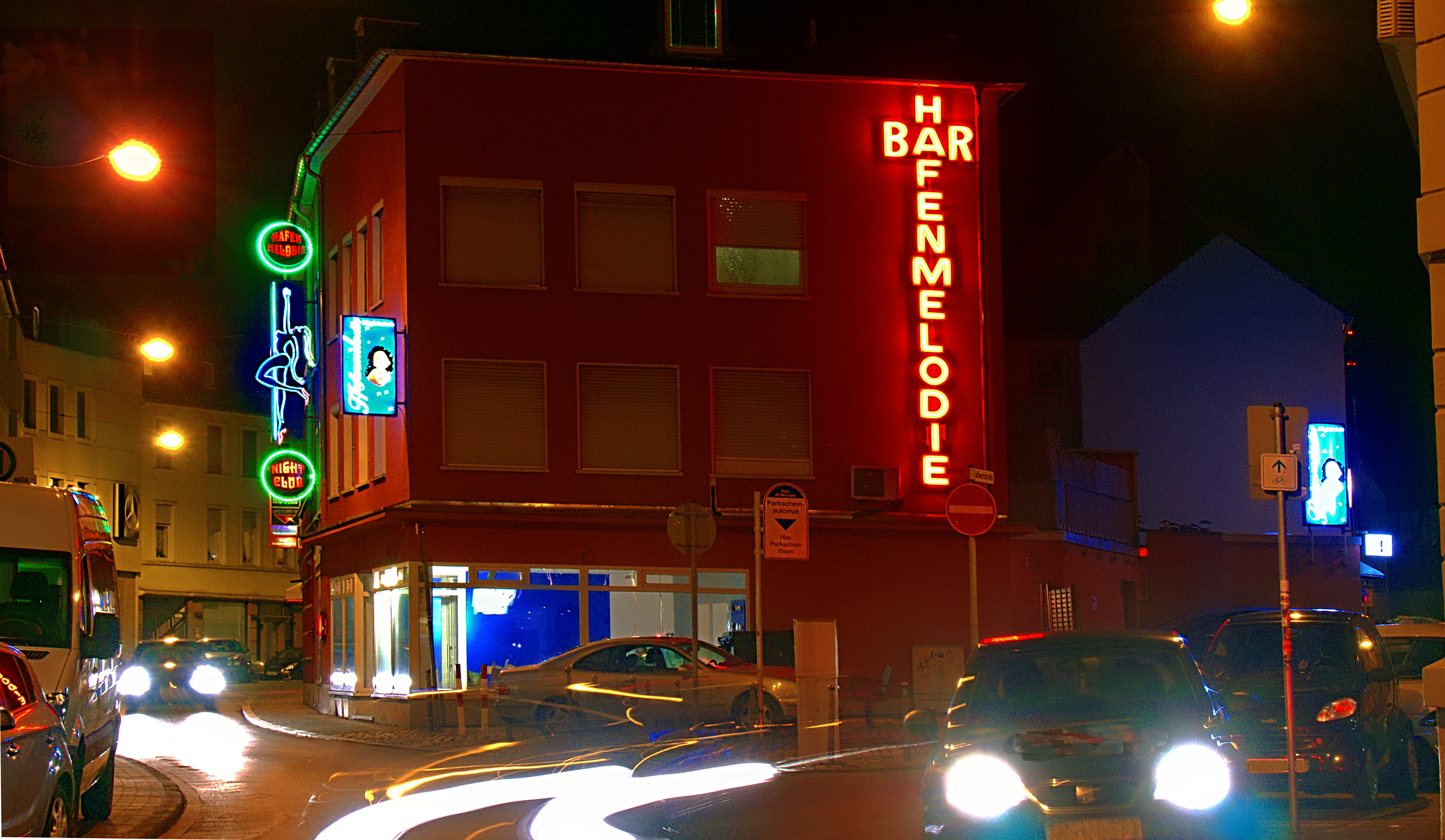
Imagen del burdel Hafenmelodie en la ciudad de Trier.

### Reforma legislativa de 2002
En 2002, la coalición gobernante de socialdemócratas y verdes en el Bundestag aprobó una ley de una página patrocinada por el Partido Verde. La llamada Ley de Prostitución (Prostitutionsgesetz) eliminaba la prohibición general de fomentar el trabajo sexual de servicio completo y permitía a las trabajadoras del sexo obtener contratos de trabajo regulares. La justificación de la ley afirmaba que el trabajo sexual ya no debía considerarse inmoral.
Se ha criticado la ley por no haber cambiado efectivamente la situación de las trabajadoras del sexo, lo que se cree que se debe a que algunas de ellas no quieren cambiar sus condiciones de trabajo ni sus contratos. El gobierno alemán publicó un informe sobre el impacto de la ley en enero de 2007, en el que concluía que pocas trabajadoras del sexo se habían acogido a contratos de trabajo regulares y que las condiciones laborales sólo habían mejorado para el 35 % de las trabajadoras.

### Posterior a 2002
Entre 2000 y 2003, se liberalizaron las políticas de expedición de visados de los consulados alemanes. La oposición alegó que esto provocó un aumento del tráfico de personas y de las trabajadoras del sexo que entraban ilegalmente en el país, especialmente desde Ucrania.
En 2004, el empresario turco Necati Arabaci fue condenado a 9 años de prisión por proxenetismo, trata de personas, agresión, extorsión, violación de armas y asociación ilícita. Su banda de porteros controlaba los clubes nocturnos del distrito de ocio de Colonia, el Ring, donde entablaban amistad con chicas para explotarlas como trabajadoras sexuales. Tras la detención de Arabaci, los informantes escucharon amenazas contra el fiscal responsable, que recibió protección policial y huyó del país en 2007, cuando Arabaci fue deportado a Turquía.
En 2004, el gran prostíbulo FKK Colosseum abrió sus puertas en Augsburgo, y la policía sospechó que tenía relación con la banda de Arabaci, propietaria de varios establecimientos similares y supuestamente dirigida desde la cárcel por su líder condenado. Tras varias redadas, la policía determinó que los gerentes del burdel dictaban los precios que debían cobrar las mujeres, les prohibían sentarse en grupo o utilizar teléfonos móviles durante el trabajo, fijaban las horas de trabajo, registraban las habitaciones y los bolsos y las obligaban a trabajar completamente desnudas (cobrando una multa de 10 euros por infracción). En abril de 2006, cinco hombres fueron acusados de proxenetismo. El tribunal anuló los cargos, argumentando que la Ley de Prostitución de 2002 creaba una relación regular entre empleador y empleada y, por tanto, otorgaba al empleador ciertos derechos para dirigir las condiciones de trabajo.
A principios de 2005, los medios de comunicación de Reino Unido informaron de que a una mujer que se negara a aceptar un trabajo como trabajadora sexual se le podrían reducir o retirar por completo las prestaciones por desempleo. A mediados de 2003 había aparecido un caso similar: una mujer recibió una oferta de trabajo a través de una agencia de empleo privada. En este caso, la agencia se disculpó por el error, afirmando que normalmente se habría rechazado la solicitud de una trabajadora del sexo, pero el cliente les engañó, describiendo el puesto como "una mujer camarera". Hasta la fecha, no se han registrado casos de mujeres que hayan perdido realmente las prestaciones por este motivo, y las agencias de empleo han declarado que no se obligaría a las mujeres a trabajar en la industria del sexo.
En marzo de 2007, el burdel Pascha de Colonia anunció que las personas mayores de 66 años recibirían un descuento por las tardes; la mitad del precio de 50 euros por una "sesión normal" correría a cargo de la casa. Anteriormente, en 2004, un burdel de Dresde había anunciado un descuento del 20 % para parados de larga duración.
También en 2007, las autoridades de Berlín empezaron a cerrar varios burdeles de apartamentos que existían desde hacía muchos años. Citaron una decisión judicial de 1983 que consideraba que las inevitables molestias causadas por los burdeles eran incompatibles con las zonas residenciales. Los grupos de defensa de los derechos de las trabajadoras del sexo y los propietarios de los burdeles se opusieron a estas medidas. Encargaron un estudio que concluyó que, en general, los burdeles de apartamentos no fomentan la delincuencia ni molestan a los vecinos.
La recesión económica de 2009 ha provocado cambios en algunos burdeles. Ahora se encuentran precios reducidos y promociones gratuitas. Algunos cambios, resultado de modernas herramientas de marketing, rebajas, trucos... Algunos burdeles introdujeron los llamados "pases de un día", tarifas planas con todo incluido, autobuses gratuitos, descuentos para mayores y taxistas. Se dice que algunos burdeles incluyen tarjetas de fidelidad, fiestas de sexo en grupo, descuentos para jugadores de golf... Los clientes han declarado haber reducido el número de visitas semanales.
En 2009, el Bundessozialgericht dictaminó que las agencias de empleo alemanas no están obligadas a encontrar trabajadoras del sexo para los puestos vacantes en los burdeles. El tribunal rechazó la demanda del propietario de un burdel que había alegado que la ley de 2002 había convertido el trabajo sexual en un empleo como cualquier otro; los jueces dictaminaron que la ley se había aprobado para proteger a los empleados, no para favorecer el negocio.
Los efectos de las reformas siguen siendo objeto de debate. Una serie de cinco artículos publicada en Der Spiegel en 2013 afirmaba que había sido un fracaso. Otros han argumentado que, aunque el modelo alemán sigue teniendo muchos puntos débiles, ha reducido la violencia contra las trabajadoras del sexo.
En 2014, una startup de Berlín lanzó Peppr, una app para la prostitución.
El Código Penal se modificó en octubre de 2016 para penalizar a los clientes de prostitutas víctimas de trata o coaccionadas. Este cambio fue liderado por la socialdemócrata Eva Högl.
La Prostituiertenschutzgesetz (Ley de Protección de las Prostitutas) entró en vigor en julio de 2017. Entre las disposiciones de la ley están el registro de las prostitutas, los controles sanitarios anuales y el uso obligatorio del preservativo. Los operadores de burdeles también tienen que registrarse y demostrar su "buena conducta" antes de registrarse. La legislación también impone restricciones a la publicidad.
Copa Mundial de Fútbol de 2006

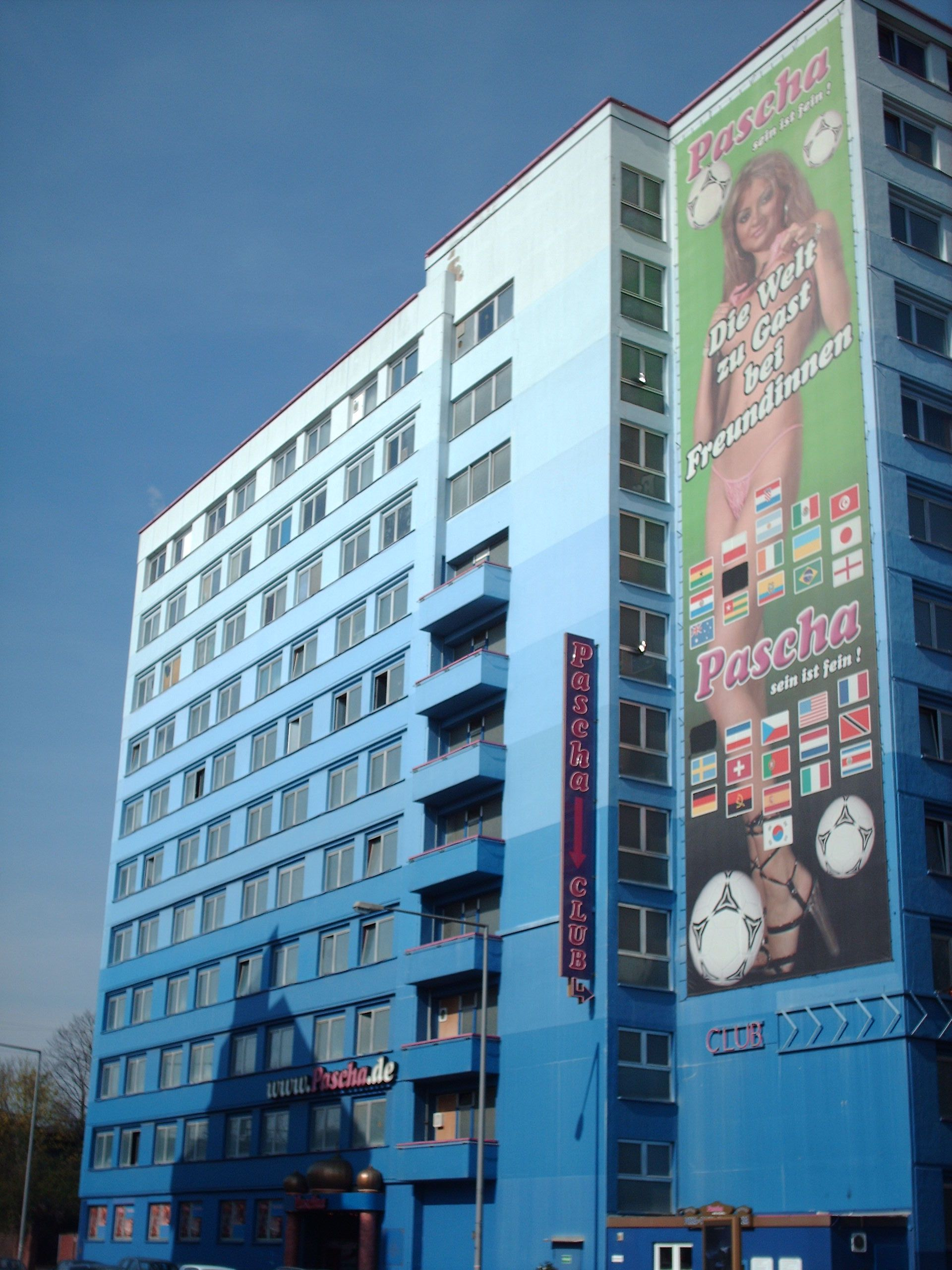
Imagen del burdel Pascha, en Colonia, antes de su reforma integral. Es considerado el burdel más grande de Europa. Durante la Copa Mundial de la FIFA 2006, el cartel con la bandera de Arabia Saudí y la de Irán fue borrado tras las protestas y amenazas.

Las autoridades especulaban con que hasta 40 000 trabajadoras sexuales ilegales, procedentes sobre todo de países de Europa Oriental, entrarían en Alemania con motivo de la Copa Mundial de Fútbol de 2006, celebrada en Alemania en el verano de 2006. Grupos de mujeres y eclesiásticos estaban planeando una campaña de "Tarjeta roja a la prostitución forzada" con el objetivo de alertar a los visitantes del Mundial de la existencia del tráfico sexual forzado. Solicitaron el apoyo de la selección nacional de fútbol y de la organización nacional de fútbol, pero en un principio fueron rechazadas. En marzo de 2006, el presidente de la Federación Alemana de Fútbol dio marcha atrás y aceptó apoyar una campaña denominada "Silbato final - Stop a la prostitución forzada". La Asamblea Parlamentaria del Consejo de Europa (APCE), el Consejo Nórdico y Amnistía Internacional también expresaron su preocupación por el aumento de la trata de mujeres y el tráfico sexual forzado hasta el Mundial y durante el mismo.
Antes del Mundial, la comunidad musulmana protestó porque el burdel Pascha de Colonia, ciudad que albergó fase de grupos y los octavos, insultaba al Islam al anunciarse con un cartel de 24 metros de alto por 8 de ancho, montado en un lateral de su edificio, en el que aparecía una mujer semidesnuda y las banderas de todos los países clasificados para el mundial, incluidas las de las naciones musulmanas. El lema del cartel era "Die Welt zu Gast bei Freundinnen" (traducido como "El mundo como invitado con amigas"), un juego de palabras con el lema del Mundial de ese año, "Die Welt zu Gast bei Freunden" ("El mundo como invitado con amigos"). Los manifestantes compararon el cartel con las caricaturas de Mahoma del Jyllands-Posten. En respuesta a las protestas y a las amenazas de violencia, que comenzaron el 21 de abril de 2006, los propietarios tacharon las banderas de Arabia Saudí e Irán (ambas incluyen palabras del Corán), aunque dejaron intacta la bandera de Túnez (que no muestra ningún texto de las Escrituras).
El 30 de junio de 2006, The New York Times informó de que el esperado aumento de la prostitución en torno al Mundial no se había producido, como confirmó el informe de 2006 de la Oficina Federal de Investigación Criminal sobre la trata de seres humanos, que sólo informó de cinco casos relacionados con el Mundial.

### Pandemia de coronavirus

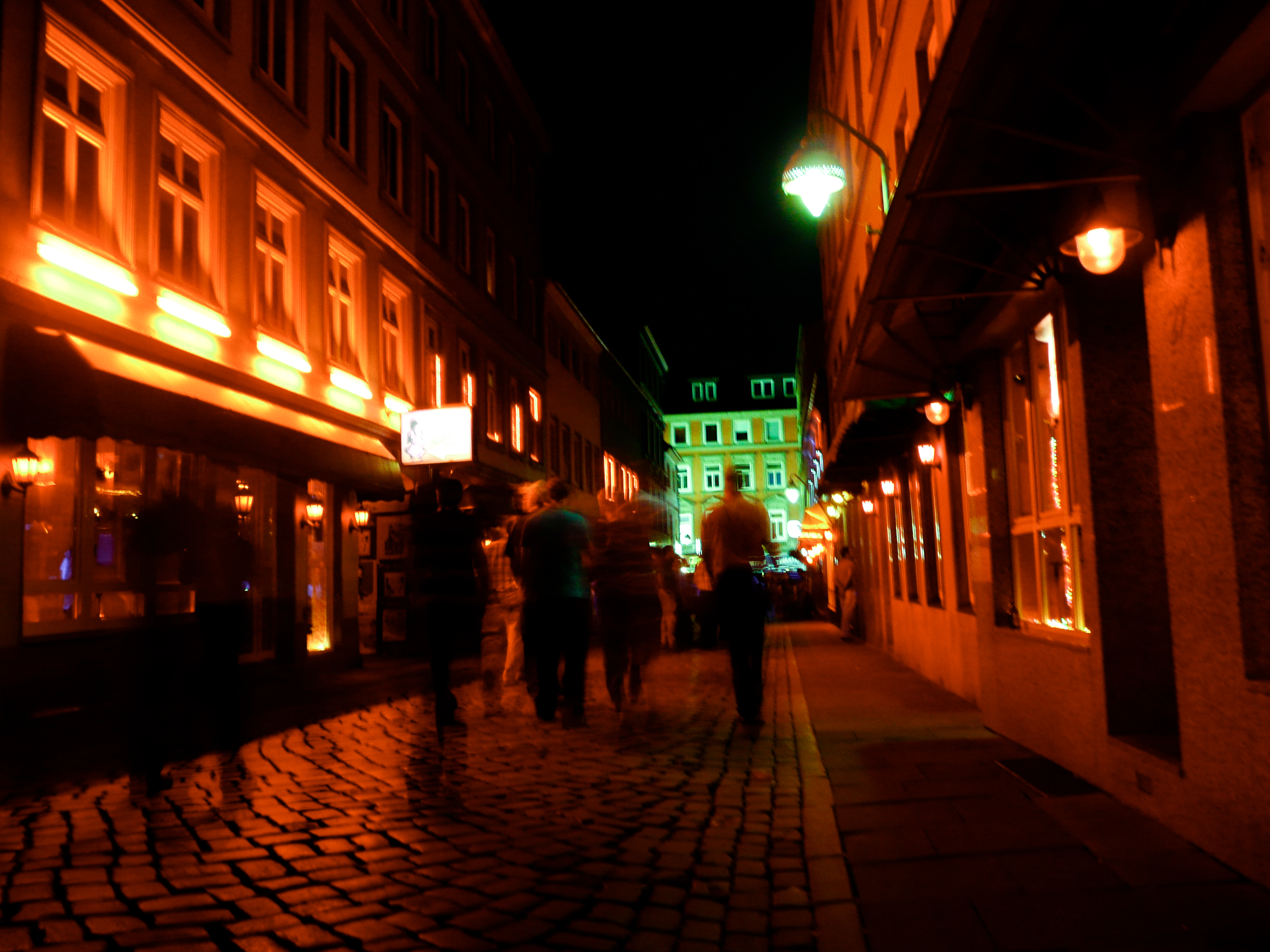
Imagen de Herbertstraße, el barrio rojo de la ciudad de Hamburgo, ubicada en su distrito de St. Pauli.

El distanciamiento social como medida preventiva durante la fase inicial de la pandemia de coronavirus en Alemania provocó una marcada reducción del número de visitantes a los burdeles, algunos operadores informaron de una reducción del negocio del 50 %. Varios estados federales ordenaron el cierre de los locales de ocio el 14 de marzo de 2020, seguido del Gobierno central ordenando el cierre en todo el país ocho días después.
Según Susanne Bleier Wilp, del lobby Asociación de Proveedores de Servicios Eróticos y Sexuales de Berlín, el 80 % de las prostitutas que trabajaban en Alemania en aquella época eran extranjeras, principalmente de Bulgaria, Rumania, Polonia y Ucrania. Muchas de ellas vivían en los burdeles. Aunque la mayoría regresaron a sus países de origen, algunas se quedaron sin hogar debido al cierre de los mismos.
La Berufsverband erotische und sexuelle Dienstleistungen publicó un nuevo concepto de higiene para las trabajadoras del sexo. Constaba de tres partes, una para las trabajadoras del sexo que trabajan en sus propios apartamentos, otra para las acompañantes y otra para las prostitutas callejeras.
Turingia
La Ordenanza Corona de Turingia decidió mantener cerradas todas las instalaciones relacionadas con la prostitución hasta el 31 de agosto de 2020. Se denegaron todos los conceptos de higiene alegados por los operadores de burdeles. Debido a la cercanía física relacionada con tales servicios, era imposible contrarrestar eficazmente los peligros de contagio.
Hamburgo
En el barrio rojo de Herbertstraße, en el distrito de St. Pauli (Hamburgo), 400 prostitutas y operadores de burdeles protestaron por la reapertura de los burdeles el 11 de julio de 2020. Según la asociación profesional de servicios eróticos y sexuales, el hecho de que se permitiera trabajar a servicios relacionados con el cuerpo como estudios de tatuajes, peluquerías y salones de masajes durante la crisis del coronavirus fue injusto.
Múnich
En marzo de 2020, todos los burdeles de Trudering, en Múnich, estaban cerrados debido a la crisis del coronavirus. Las prostitutas siguieron trabajando fuera de los establecimientos regulados. Se les permitió concertar citas con clientes en las zonas no restringidas de la ciudad. Mientras no se permitió la apertura de los burdeles, la prostitución siguió ejerciéndose fuera de ellos.

## Extensión de la prostitución y problemas asociados
Estudios realizados a principios de la década de 1990 estimaban que entre 50 000 y 200 000 mujeres y algunos hombres ejercían el trabajo sexual en Alemania. La Enciclopedia Internacional de la Sexualidad, publicada en 1997, informaba de que más de 100 000 mujeres ejercían la prostitución en Alemania. Un estudio de 2005 daba 200 000 como "estimación medianamente realista". La organización de prostitutas Hydra sitúa la cifra en 400 000, y este número es el que se suele citar en la prensa hoy en día. Un estudio realizado en 2009 por TAMPEP también arrojó la estimación de Hydra de 400 000 prostitutas a tiempo completo o parcial, de las cuales el 93 % eran de género femenino, el 3 % transexuales y el 4 % de género masculino.
El mismo estudio reveló que el 63 % de las trabajadoras del sexo en Alemania eran extranjeras, y dos tercios de ellas procedían de Europa Central y Oriental. En 1999, la proporción de trabajadoras del sexo extranjeras había sido del 52 %. El aumento se atribuyó a la ampliación de la Unión Europea.
Según otros estudios, se calcula que entre el 10 % y el 30 % de la población masculina adulta ha tenido experiencias con profesionales del sexo. De los varones de 17 años de Alemania Occidental con experiencia sexual, el 8 % ha mantenido relaciones con un profesional del sexo.

## Formas de prostitución femenina

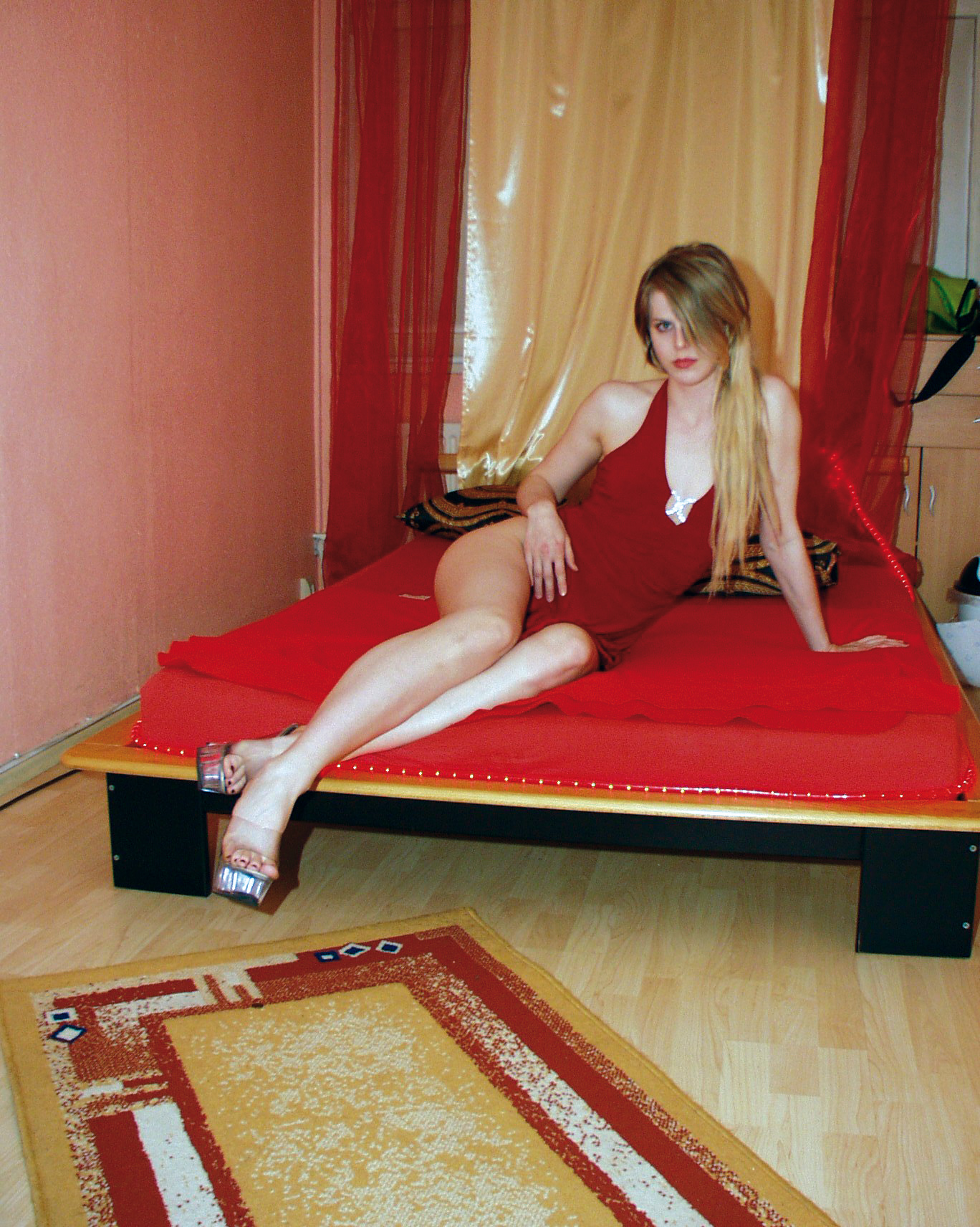
Autorretrato de una prostituta alemana en un burdel.

### Prostitución callejera (Straßenstrich)
El trabajo sexual habitual en la calle suele estar bastante bien organizado y controlado por proxenetas. La mayoría de las ciudades han establecido Sperrbezirke o zonas prohibidas y cobran a las trabajadoras de la calle una tasa de diversión, que en la ciudad de Bonn, por ejemplo, pagan las trabajadoras del sexo en los parquímetros, seis euros por un periodo de unas ocho horas nocturnas. La misma tasa se cobra a las trabajadoras del sexo en apartamentos y burdeles, a veces por recaudadores municipales en persona. Algunas trabajadoras del sexo tienen una caravana cerca, otras utilizan el coche del cliente, otras, habitaciones de hotel. Con los recientes problemas económicos, en algunas grandes ciudades ha empezado a aparecer el trabajo sexual callejero "salvaje": zonas donde las mujeres trabajan temporalmente por necesidad económica a corto plazo. Un sex drive-in, o Verrichtungsbox, es una instalación de estructuras para encerrar coches con el fin de proporcionar un lugar más seguro para el trabajo sexual utilizando automóviles.

### Prostitución para la obtención de estupefacientes
En todas las grandes ciudades alemanas hay prostitutas que ofrecen sus servicios para procurarse drogas. Esto suele ocurrir cerca de las principales estaciones de ferrocarril, mientras que el acto suele tener lugar en el coche del cliente o en una habitación alquilada cercana. Estas prostitutas son las más desesperadas, a menudo menores de edad, y sus servicios suelen ser los más baratos. Los proxenetas y los dueños de burdeles intentan evitar a las prostitutas drogadictas, ya que tienden a gastar sus ganancias única o principalmente en drogas. Otras prostitutas también tienden a despreciarlas, porque se considera que bajan los precios del mercado.
En un esfuerzo único por sacar a las prostitutas drogadictas del centro de la ciudad y reducir la violencia contra estas mujeres, la ciudad de Colonia creó en 2001 una zona especial para la prostitución callejera tolerada en Geestemünder Straße. No se tolera a traficantes ni proxenetas, las plazas de aparcamiento tienen botones de alarma y las mujeres disponen de cafetería, duchas, agujas limpias y asesoramiento. El proyecto, inspirado en las tippelzones holandesas, está supervisado por una organización de mujeres católicas. En 2004 se publicó una evaluación científica positiva.

### Bares
En los bares, las mujeres intentan inducir a los hombres a comprar bebidas caras junto con servicios sexuales. El sexo suele tener lugar en un edificio separado pero anexo. Los precios los suele fijar el dueño del bar y el dinero se reparte entre el dueño y la prostituta. La prevalencia de estas prácticas ha disminuido como consecuencia de la obligación de registro de la Ley de Protección de las Prostitutas.

### Centros Eros
Un centro eros es una casa (Laufhaus) o una calle (Laufstraße) donde las mujeres pueden alquilar pequeños apartamentos de una habitación por 80-150 euros al día y luego solicitan clientes desde la puerta abierta o desde detrás de una ventana. Los precios suelen fijarlos las prostitutas; empiezan en 250-500 euros por sexo de corta duración. El dinero no se comparte con el dueño del burdel. La seguridad y las comidas corren a cargo del propietario. Las mujeres pueden incluso vivir en sus habitaciones, pero la mayoría no lo hace. No se permite la entrada a menores ni a mujeres que no trabajen en el centro. Existen estos centros en casi todas las grandes ciudades alemanas. El más famoso es el de Herbertstraße, cerca de la Reeperbahn de Hamburgo. El mayor burdel de Europa es el centro eros Pascha de Colonia, un edificio de 12 plantas con unas 120 habitaciones de alquiler y varios bares.

### Prostitución en apartamentos (Wohnungspuffs)
Hay muchos anuncios de este tipo en los periódicos. A veces los regenta una sola mujer o un solo hombre y otras veces un grupo de compañeros de piso.

### PartytreffsyPauschalclubs
Son una variante de los clubes de intercambio de parejas con prostitutas (a veces, pero no siempre) de pago, así como mujeres y parejas amateur. Los hombres solteros pagan una entrada fija de entre 80 y 150 euros, que incluye comida, bebida y actividad sexual sin restricciones, con el requisito de que ésta se realice al aire libre y a la vista de todos los invitados. Las mujeres suelen pagar un precio de entrada más bajo o, por contra, entran gratis.

### Clubes de sauna FKK

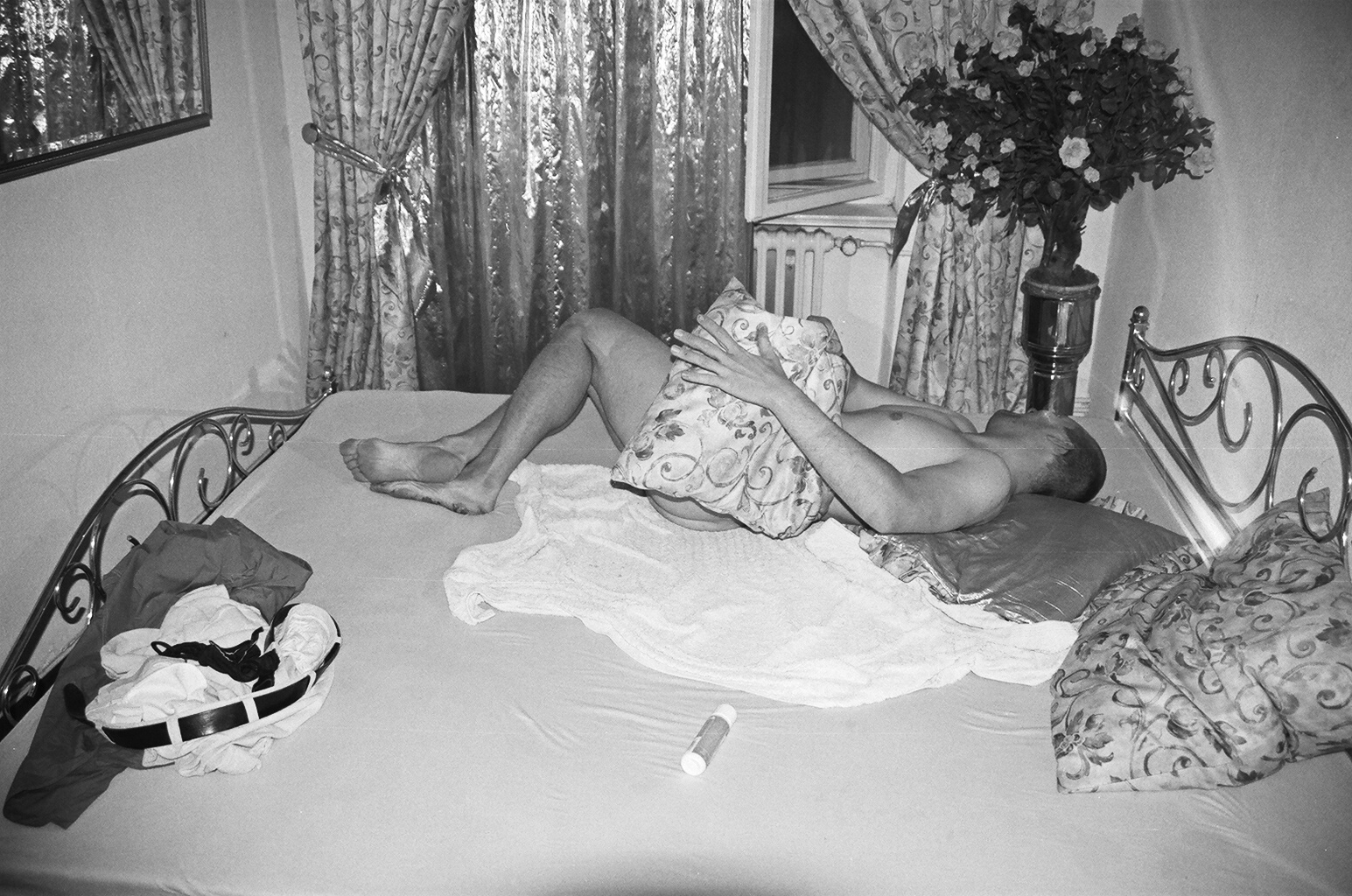
Cliente de una prostituta en un burdel de Berlín, en 2001.

Burdeles situados en casas o grandes edificios, a menudo con piscina y sauna, una gran sala de encuentro con bar y bufé en la planta baja, pantallas de TV y vídeo y habitaciones en los pisos superiores. Su horario suele ser desde última hora de la mañana hasta pasada la medianoche. Las trabajadoras del sexo suelen ir desnudas y sólo llevan tacones altos. El término FKK es un eufemismo, que se refiere erróneamente a la cultura nudista alemana FKK Freikörperkultur.
En algunos clubes, las trabajadoras del sexo hacen topless en lugar de ir desnudas. Mientras tanto, los clientes y miembros del club llevan batas o toallas. Hombres y mujeres suelen pagar la misma entrada, de 35 a 70 euros, que incluye el uso de todas las instalaciones y refrescos (se permite la cerveza, pero la mayoría de los clubes de sauna FKK no admiten licores). Algunos clubes admiten parejas. Esta forma de prostitución, mencionada en la justificación de la ley de prostitución de 2002 por ofrecer buenas condiciones laborales a las trabajadoras, existe en toda Alemania, Austria y partes de los Países Bajos, pero sobre todo en el Rin-Ruhr y en los alrededores de Fráncfort del Meno. Entre los mayores clubes de este tipo están: Artemis en Berlín, inaugurado en otoño de 2005, el nuevo Harem en Bad Lippspringe y los ya consolidados FKK World cerca de Giessen y FKK Oase en el campo, cerca de Bad Homburg.

### Servicios de acompañantes (Begleitagenturen)
En Alemania existen los servicios de acompañantes, en los que un cliente potencial masculino llama a una mujer para que acuda a una residencia o a un hotel con fines sexuales.

### Para grupos especiales
Se realizan servicios sexuales para discapacitados y ancianos. La agencia Sensis de Wiesbaden pone en contacto a prostitutas con clientes discapacitados. Nina de Vries presta servicios sexuales a discapacitados mentales graves, lo que ha suscitado cierta polémica y ha aparecido repetidamente en los medios de comunicación. Existe formación profesional para "asistentes sexuales".

## Formas de prostitución masculina
Un número comparativamente pequeño de hombres ofrecen servicios sexuales a mujeres, normalmente en forma de servicios de acompañantes, que se reúnen en hoteles. La gran mayoría de los hombres que ejercen la prostitución atienden a clientes masculinos. En 2007 se estimaba que había 2 500 hombres que realizaban dichos servicios en Berlín. El mencionado burdel Pascha de Colonia reserva una planta entera para hombres y transexuales prostitutos.

## Situación legal
La prostitución es legal en Alemania. Sin embargo, desde 2017, las prostitutas están obligadas a obtener certificados de registro válidos durante dos años tras someterse al asesoramiento sanitario prescrito, mientras que las empresas dedicadas a la prostitución deben poseer permisos legales. También son ilegales tanto la prostitución sin preservativos como la publicidad de prostitución sin preservativos o con mujeres embarazadas. Las prostitutas pueden trabajar como empleadas regulares con contrato y también se supone que deben registrarse ante la autoridad local, que les proporciona un documento coloquialmente llamado Hurenpass, aunque la gran mayoría trabaja de forma independiente. Los burdeles son negocios registrados que necesitan una licencia especial de burdel; si se ofrece comida y bebidas alcohólicas, también se requiere la licencia estándar de restaurante.
Las prostitutas deben pagar impuestos sobre la renta y tienen que cobrar el IVA por sus servicios, que deben abonar a la Agencia Tributaria. En la práctica, la prostitución es un negocio de dinero en efectivo y no siempre se pagan los impuestos, aunque se ha reforzado la aplicación de la ley. Los Estados federados de Renania del Norte-Westfalia, Baden Wurtemberg y Berlín han puesto en marcha un sistema por el que las prostitutas tienen que pagar sus impuestos por adelantado, una cantidad fija al día, que los propietarios de los burdeles recaudan y abonan a Hacienda. Renania del Norte-Westfalia cobra 25 euros al día por prostituta, mientras que Berlín cobra 30 euros. En mayo de 2007, las autoridades estaban estudiando planes para un sistema uniforme en todo el país que cobrara 25 euros por día.
Hasta 2002, las prostitutas y los burdeles no estaban técnicamente autorizados a anunciarse, pero esa prohibición no se aplicaba. El Tribunal Federal de Justicia de Alemania dictaminó en julio de 2006 que, como consecuencia de la nueva ley de prostitución, la publicidad de servicios sexuales ya no es ilegal. Muchos periódicos publican a diario anuncios de burdeles y de mujeres que trabajan en apartamentos. Muchas prostitutas y burdeles tienen páginas web en Internet. Además, los sex-shops y quioscos venden revistas especializadas en anuncios de prostitutas.
Las extranjeras de países de la Unión Europea pueden ejercer la prostitución en Alemania. Aquellas procedentes de otros países pueden obtener visados turísticos de tres meses para Alemania. Si ejercen la prostitución, es ilegal, porque el visado de turista no incluye permiso de trabajo.
El proxenetismo, la admisión de prostitutas menores de dieciocho años en un burdel y la influencia sobre personas menores de veintiún años para que ejerzan o continúen ejerciendo la prostitución son ilegales. También es ilegal contratar servicios sexuales de cualquier persona menor de 18 años, según el artículo 182 (apartado 2) del Código Penal. Antes de 2008 este límite de edad era de 16 años. Esta ley también se aplica a los alemanes que viajan al extranjero, para combatir la prostitución infantil que se produce en el contexto del turismo sexual.

### Regulación municipal
La primera ciudad alemana que introdujo un impuesto explícito sobre la prostitución fue Colonia. El impuesto fue iniciado a principios de 2004 por el ayuntamiento dirigido por una coalición de la conservadora CDU y los Verdes de izquierda. Este impuesto se aplica al striptease, los peep shows, los cines pornográficos, las ferias del sexo, los salones de masaje y la prostitución. En el caso de la prostitución, el impuesto asciende a 150 euros al mes y por prostituta trabajadora, que deben pagar los propietarios de burdeles o las prostitutas que trabajen de forma privada. La contención de la prostitución era uno de los objetivos explícitos del impuesto. En 2006, la ciudad recaudó 828 000 euros con este impuesto. La vecina ciudad de Bonn recauda un impuesto nocturno sobre el trabajo sexual de seis euros a las prostitutas callejeras de la Immenburgstrasse mediante máquinas expendedoras idénticas a los parquímetros alemanes.
Cada ciudad tiene derecho a delimitar determinadas zonas donde no está permitida la prostitución (Sperrbezirk). Las prostitutas que trabajan en estas zonas pueden ser multadas o, si persisten, encarceladas. En las distintas ciudades la situación es muy diferente. En Berlín la prostitución está permitida en todas partes, y Hamburgo permite la prostitución callejera cerca de la Reeperbahn durante ciertas horas del día. Casi todo el centro de Múnich es Sperrbezirk, y la policía encubierta se ha hecho pasar por clientes para detener a prostitutas. En Leipzig, la prostitución callejera está prohibida en casi todas partes, y la ciudad tiene incluso una ley local que permite a la policía multar a los clientes que soliciten prostitución en público. En la mayoría de las ciudades más pequeñas, el Sperrbezirk incluye el centro inmediato de la ciudad, así como las zonas residenciales.
Este concepto ha sido objeto de varios recursos judiciales. En Renania del Norte-Westfalia, un tribunal de Minden ha fallado en contra del "Sperrbezirk", al igual que tribunales de Hesse y Baviera. El tribunal dictaminó que una prohibición general de la prostitución infringía un derecho básico a elegir la propia ocupación, tal y como establece la Ley de Prostitución de 2002.

### Salud
En Alemania, las revisiones médicas anuales de las prostitutas son obligatorias por ley. Anteriormente, en Baviera, la ley obligaba al uso de preservativos en las relaciones sexuales con prostitutas, incluido el contacto oral. En 2017, esto se extendió a toda Alemania.

## Delito
El asesinato en 1957 de la prostituta de lujo Rosemarie Nitribitt en Fráncfort atrajo una gran atención mediática en la Alemania de posguerra. Las circunstancias de su muerte siguen siendo oscuras. Las investigaciones policiales no dieron más pistas sustanciales que un sospechoso principal que fue absuelto más tarde debido a dudas razonables. Varios ciudadanos respetables de alto nivel resultaron ser clientes suyos, un hecho en el que los medios de comunicación se basaron para insinuar que los círculos sociales más altos podrían estar encubriendo y obstruyendo la búsqueda del verdadero asesino.
Werner Pinzner era un asesino a sueldo activo en los burdeles de Hamburgo en los años ochenta. Capturado en 1986, confesó ocho asesinatos de personas implicadas en negocios de prostitución. El 29 de julio de 1986, su abogada de toda la vida y su esposa conspiraron para introducir de contrabando una pistola en la sede de la policía de Hamburgo, y Pinzner procedió a matar al fiscal que lo atendía, a su esposa y a sí mismo. La abogada fue condenada a seis años de prisión por complicidad en asesinato.
Seis personas fueron asesinadas en un burdel de Fráncfort del Meno en 1994. El matrimonio húngaro que regentaba el local y cuatro prostitutas rusas fueron estrangulados con cables eléctricos. El caso se resolvió poco después: fue un robo que salió mal, llevado a cabo por el marido de una mujer que había trabajado allí.
En 2012 se informó de que la policía estaba investigando a los propietarios de varios burdeles de lujo de Düsseldorf. Supuestamente, habían incapacitado a numerosos clientes con drogas de violación u otras drogas para cargarles cantidades desorbitadas en sus tarjetas de crédito; a los que se quejaban los chantajeaban con grabaciones de vídeo.

### Crimen organizado
Según Klaus Bayerl, jefe de la Kriminalpolizei Augsburg, los grandes burdeles creados desde 2002 son instalaciones en las que los directores oficiales son personas intachables, mientras que en el fondo, los burdeles están regentados por proxenetas o bandas criminales y casi siempre tienen estrechos vínculos con el crimen organizado.
En los barrios rojos compiten por la supremacía varias bandas de motoristas. Una y otra vez se producen enfrentamientos masivos entre los Bandidos y los Hells Angels. Ambas asociaciones son conocidas traficantes de armas y drogas y promotoras de la prostitución.
Los Black Jackets participan en la lucha por el control de los barrios rojos. En 2013, el burdel Lustpark de Neu-Ulm estaba siendo utilizado como almacén de armas por los Black Jackets. En 2012 se supo que la banda holandesa Satudarah MC estaba activa en Alemania. Satudarah está profundamente implicada en la prostitución, el tráfico de drogas y los delitos violentos.
Asimismo, la banda de porteros de discoteca United Tribuns está implicada en la lucha por el poder. La escena de los porteros de discoteca se considera una posición clave también en el reclutamiento de nuevas prostitutas. Otras organizaciones implicadas en la prostitución y el tráfico son Gremium MC, Outlaws MC, Red Legion, y Rock Machine MC, cuyos miembros están implicados en la disputa con el burdel Murat C. en Neu-Ulm en diciembre de 2012, cuando alguien recibió un disparo.
Una de las figuras más destacadas de la escena es el germano-turco Necati Arabaci.
Está implicado, entre otros, en los burdeles Babylon de Elsdorf, cerca de Colonia, y Wiago, en Leverkusen, y también en burdeles de Augsburgo y Mallorca, entre otros. En 2013, el fiscal de Augsburgo estableció sospechas de blanqueo de dinero contra una persona relacionada con los Hells Angels en el gran burdel Colosseum de Augsburgo. El hannoveriano Frank Hanebuth fue detenido en julio de 2013 en Palma de Mallorca (España), junto con otros 20 miembros de los Hells Angels. Como jefe de la sección española de los Hells Angels, está acusado de formar una organización criminal, promover la prostitución ilegal, el tráfico de drogas y el blanqueo de dinero. Hanebuth había adquirido varios burdeles españoles y también está implicado en el maltrato de prostitutas.
André Schulz, jefe de la Asociación Alemana de Investigación Criminal, advirtió en julio de 2016 de "una escalada de guerras territoriales entre bandas de motoristas enemigas en Alemania".

### Tráfico sexual
El tráfico ilegal de seres humanos es uno de los principales focos de atención de la labor policial en Alemania, aunque sigue estando muy extendido. En 2007, la Oficina de Naciones Unidas contra la Droga y el Delito incluyó a Alemania entre los principales destinos de las víctimas de la trata de seres humanos.
En 2007, las autoridades policiales registraron 689 víctimas de trata con fines de explotación sexual. La mayoría de las víctimas (419) tenían entre 18 y 24 años; 184 eran nacionales del país. Aproximadamente el 12 por ciento eran menores de 18 años, incluidos 39 ciudadanos. El 1 % (7) eran menores de 14 años. Un año más tarde se identificó a 676 víctimas de trata con fines de explotación sexual.
La trata de mujeres procedentes de Europa del Este suele estar organizada por autores de esa misma región. La Oficina de la Policía Federal Alemana BKA informó en 2006 de un total de 357 investigaciones concluidas sobre trata de seres humanos, con 775 víctimas. El 35 % de los sospechosos eran alemanes nacidos en Alemania y el 8 % ciudadanos alemanes nacidos fuera de Alemania.
Según el informe, en 2006 alrededor del 35 % de las víctimas de la trata de seres humanos declararon que habían aceptado desde el principio trabajar en la prostitución; a menudo desconocían las condiciones de trabajo y las deudas contraídas. Otras esperaban un trabajo de camarera, criada o au pair; algunas simplemente fueron secuestradas. Una vez en Alemania, a veces se les retira el pasaporte y se les informa de que ahora tienen que trabajar para pagar el viaje. A veces, las ponen en manos de proxenetas o explotadores de burdeles, que las obligan a pagar el precio de compra. Trabajan en burdeles, bares, apartamentos; como prostitutas callejeras o como acompañantes y tienen que entregar la mayor parte de sus ganancias. Algunas mujeres se reconcilian con esta situación, ya que siguen ganando mucho más dinero del que podrían ganar en casa; otras se rebelan y son amenazadas o maltratadas. Al parecer, a veces les dicen que la policía ha sido sobornada y no les ayudará, lo cual es falso. También se les amenaza con hacer daño a sus familias.
El informe señala que las víctimas no suelen estar dispuestas a testificar contra sus opresores: el único incentivo que tienen para hacerlo es el permiso para permanecer en el país hasta el final del juicio, en lugar de ser deportadas inmediatamente. Las prostitutas de países de la Unión Europea no tienen prohibido viajar y trabajar en Alemania. Hay una gran afluencia de Polonia, República Checa, Bulgaria y Rumanía, por ejemplo. En realidad, las perspectivas de ingresos para ellas no son mayores que en su país, pero prefieren trabajar en el mejor y más seguro entorno alemán, siempre que puedan evitar que los proxenetas las exploten y controlen. Las fuerzas del orden alemanas tratan de erradicar el proxenetismo de forma agresiva. En una redada realizada en 2013 cerca de Bonn, se detuvo a 24 varones por explotar prostitutas, uno de ellos de tan solo 15 años.

## Escándalos y cobertura informativa
En 2003, el político de la CDU Michel Friedman, popular tertuliano de televisión y entonces presidente adjunto del Consejo Central de los Judíos de Alemania, se vio envuelto en una investigación por tráfico de mujeres. Había sido cliente de varias prostitutas de Europa del Este que declararon que había tomado y ofrecido cocaína en repetidas ocasiones. Tras recibir una multa por el cargo de tráfico de drogas, dimitió de todos sus cargos. Desde 2004 presentó un programa de entrevistas semanal en el canal de televisión N24.
También en 2003, el artista y profesor de arte Jörg Immendorff fue sorprendido en la suite de lujo de un hotel de Düsseldorf con siete prostitutas (y cuatro más en camino) y cocaína. Admitió haber montado varias orgías de este tipo y recibió once meses de libertad condicional y una multa por los cargos de drogas. Intentó explicar sus actos por su "orientalismo" y su enfermedad terminal.
En 2012, Bettina Wulff, exmujer del expresidente alemán Christian Wulff, consiguió varios acuerdos judiciales con algunos medios de comunicación y el motor de búsqueda Google exigiéndoles que no la relacionaran con un supuesto pasado como prostituta.

## Política
La coalición de socialdemócratas y el Partido Verde que gobernó el país desde 1998 hasta finales de 2005 intentó mejorar la situación legal de las prostitutas en los años 2000-2003. Estos esfuerzos fueron tachados de insuficientes por organizaciones de prostitutas como Hydra, que abogan por la plena normalización de la profesión y la eliminación de toda mención a la prostitución del código legal. Los partidos conservadores del Bundestag, aunque apoyaron el objetivo de mejorar el acceso de las prostitutas a la seguridad social y al sistema sanitario, se opusieron a la nueva ley porque querían mantener el estatus de "ofensa a las buenas costumbres".
Las iglesias alemanas dirigen varios grupos de apoyo a las prostitutas. En general, están a favor de los intentos de eliminar la estigmatización y mejorar la situación legal de las prostitutas, pero mantienen el objetivo abolicionista a largo plazo de un mundo sin prostitución y animan a todas las prostitutas a abandonar la profesión.
Alice Schwarzer rechazó toda prostitución por ser inherentemente opresiva y abusiva, mostrándose a favor de un acuerdo legal similar a la situación en Suecia, donde en 1999, tras una fuerte presión feminista, una coalición de socialdemócratas, verdes e izquierdistas ilegalizó la compra pero no la venta de servicios sexuales.
El periodista germano-estadounidense y activista por los derechos del hombre Jerry Hoss comparó la presión a favor de la prohibición de la prostitución con la exigencia de una "solución definitiva del problema de la prostitución por parte de las feminazis". Afirmó que el proxenetismo, los trabajos forzados, el secuestro, la detención ilegal, la inmigración ilegal, la extorsión, la violación, las lesiones corporales... ya están estrictamente prohibidos en Alemania y que no se necesitan nuevas leyes, sino sólo una mejor aplicación.
En 2005, la gran coalición gobernante de la CDU y el SPD anunció planes para castigar a los clientes de prostitutas forzadas, si el cliente podía ser razonablemente consciente de la situación. En abril de 2009, se informó de que los planes preveían una pena de hasta 5 años de prisión. La ley no se había promulgado cuando la coalición de centro-derecha CDU-FDP llegó al poder en noviembre de 2009.
En 2014, la coalición de la CDU y el SPD renovó sus planes para aumentar la regulación y el control de la prostitución. Varias organizaciones protestaron contra estos planes, entre ellas organizaciones de prostitutas como Hydra, Doña Carmen, la Berufsverband erotische und sexuelle Dienstleistungen y un grupo anónimo de clientes, la Freieroffensive. En 2016 y 2017 muchas de las propuestas se convirtieron en ley.